# Église Sainte-Christine de Valle-di-Campoloro
L'église Sainte-Christine est une église catholique située à Valle-di-Campoloro, en France.

## Localisation
L'église est située dans le département français de la Haute-Corse, sur la commune de Valle-di-Campoloro.

## Historique
L'édifice est classé au titre des monuments historiques en 1840.